# João Arroio
João Arroio (Porto, 4 d'octubre de 1861 — Sintra, 18 de maig de 1930) fou un polític, literat i compositor portugués.
Era fill del músic José Francisco Arroyo primer director del Teatro de São João i seguí la carrera de Dret en la Universitat de Coímbra. En ser elegit diputat per primera vegada s'afilià al partit regenerador, en el que hi figura durant molt temps. Després fou senador, ministre d'Estat, Marina i Colònies en l'època de la monarquia i per acabar ambaixador al Vaticà. També va ser professor de la Universitat de Coímbra i es distingí com a orador parlamentari.
Havia cultivat la música des de la seva infancia i va compondre l'òpera Amor de Perdição, estrenada el 1907 al Teatro de São João, i que fou representada amb èxit en molts teatres d'Europa.

## Escrits
- Duas excepções no Processo Civil Português (Porto, 1884);
- Discursos parlamentaris (Lisboa, 1885);
- O drama humano (Porto, 1887);
- Paulo e Lena (Lisboa, 1918).